# Абхарца
Абхарца (груз. აფხარცა) — народный грузинский инструмент. Инструмент распространился в Грузии из Абхазии. Чаще всего инструмент используют в качестве аккомпанемента. Под мелодии Абхарца исполняют сольные песни и стихотворения. Корпус абхарцы имеет вытянутую форму «лодочки», который вырезают из цельного куска дерева, полная длина инструмента составляет 480 мм. Верхняя часть инструмента прикреплена к главной части. На верхней части находятся два колка.